# 2021年中國大陸停電限電事件
2021年中國大陸停電限電事件是指中華人民共和國自2021年7月初开始，8月底逐渐严峻的20省市開始出現的停电限電事件。在发生2020年中国大陆停电限电事件后，中国大陆部分地区用电情况始终较为紧张，致使中国大陆部分地区当局陆续出台有序用电方案。进入2021年7月后，中国大陆局部地区电力缺口问题开始逐渐突显，自2021年9月24日開始，中国大陆多个省份开始出現大規模限電狀況，其中以中國東北地區的遼寧、吉林、黑龍江三省尤為嚴峻，上述三省多次出現拉閘限電現象，东北有些城市一天之内无预警多次停电，甚至一次停电超过12小时。其中，沈阳市有部份地區的交通信号灯突然停电，引发交通堵塞。辽宁澎辉铸业有限公司因突发限电，导致排风系统停运，发生高炉煤气中毒事故，23人中毒送医。遼寧省政府為應對缺口而多次發佈缺電橙色和藍色預警信號，導致该省民生和經濟受到影響和衝擊。
類似於2021年年初嚴冬期間，因為天气寒冷等原因而引发的規模較小的2020年中國大陸停電限電事件，对此大規模限電事件的原因，則存在诸多解释，甚至一度出現「下大棋」等愛國主義陰謀論炒作，致使中国官方媒体央视親自出马驳斥該主張。有些媒體推測限電措施與中华人民共和国政府的減碳轉型政策有關，部分省份為控制能耗和達到减排目標而對一些高污染企業限電；同時2019冠狀病毒病中國大陸疫情緩解後的民生用電歷史新高，限電的同時中國的工業出口也飆出20%至30%的超預期增長；以及國內火力發電所需要的煤炭價格飆漲，供电价格受到国家限制也被认为是此次中国电荒的原因之一，在煤炭漲價的情況下，电厂发电越多則亏损越大，有些电厂被迫以各種理由减少发电。此外，进入2021年10月后，中华人民共和国山西省汛情加剧，山西省多个煤矿被迫进入停摆状态。联合早报一度认为，山西省煤炭产区的严峻汛情将致使中国大陆此轮电力缺口情况进一步恶化。
人民日报社主办的中国官方媒体环球时报认为，此次中国东北的停电限电事件是“令人意外的和史无前例的”；香港01和联合早报更一度指出，中国停电限电事件恐波及全球供应链，恒大危机对经济所构成的威胁与中国停电限电事件相比相形见绌。
中华人民共和国各级政府在事件发酵后迅速作出了多个回应以应对事件，包括但不限于加大对发电供热煤炭铁路运输的支持，有条件的实行浮动电价制及发表社论坚决纠正地方“一刀切”运动式减碳。进入2021年10月后，有相当的迹象表明，随着中华人民共和国政府的相关政策的落实，中国大陆停电限电情况明显减少，情况已得到显著改善。截至2021年11月11日，中華人民共和國已连续5天没有省份实施限电。

## 各地情況
据界面新闻称，据其统计，自2021年8月下旬以来，已有云南、浙江、江苏、广东、辽宁、重庆、内蒙古、河南等20个省、自治区、直辖市出台了限产限电措施。同时界面新闻认为，陕西、云南、宁夏、浙江、江苏等地的限产限电，主要受到“能耗双控”政策要求影响。东北三省、广东、河北、青海、安徽、湖南等多地限产限电，则主要因电煤供应紧张，出现了供电缺口。青海等省还受到当年上游来水偏低，水电发力不足等因素影响，沈阳等地则叠加了当地风电骤减等原因，电力供应缺口进一步增加至严重级别。

### 黑龙江省
黑河市黑河日报社管理的微信公众号称，受俄罗斯电网进行检修，国网黑河供电公司将对辖区内2座110kV变电站进行倒闸操作，2021年9月28日黑河市区城区范围内部分区域将会停电。此外，因国网黑河供电公司计划性停电，净水厂处于停电区域。届时，黑河市市区将全面停水。预计停水时间为2021年9月28日16时—19时。待供电恢复后会逐步恢复供水。
黑龙江省发改委2021年9月27日称，黑龙江省电力系统将加强电力供需平衡分析预测，做好预警预报，尽快组织发电企业增加电力供应，努力化解电力紧张局面。据中新社报道，黑龙江省按照中华人民共和国相关规定，从9月10日起实施了有序用电。通过加强用电管理，改变用户用电方式，采取错峰、避峰、限电、拉闸等措施，有效应对电力供需矛盾。9月10日至22日，黑龙江省共启动III级(负荷缺口5%-10%)和IV级(负荷缺口5%及以下)有序用电13次。9月23日开始，由于东北电网水电减少、新能源发电不及预期等因素影响，日内电力平衡形势进一步严峻，全省开始启动II级(负荷缺口10-20%)有序用电措施，但仍存在较大供电缺口。

### 吉林省
吉林省吉林市新北水务有限公司于2021年9月26日发表通知文章称，该司将执行东北电管局和吉林省能源局有关有序用电的精神，不定期、不定时、无计划、无通知停电限电，且情况将持续到2022年3月份。该公司于次日（27日）就相关言论引起的广泛争议致歉，表示其措辞不当，责任人将被处理，并称其“将进一步规范工作业务流程和网络信息发布制度，及时准确发布信息，忠实履行企业责任，竭诚做好用户供水服务”。吉林省委常委、常务副省长吴靖平指出，受全国性煤炭紧缺、煤价高企、煤电价格倒挂影响，目前绝大多数省份出现供电紧张局面。并强调“要全力保障基本民生用电需求，最大可能避免出现拉闸限电情况。”

### 辽宁省
辽宁省工信厅于2021年9月26日的会议指出，2021年前8月辽宁省全社会用电量1717.97亿千瓦时，同比增长9.47%，用电负荷创辽宁省历史新高。2021年9月10日起，辽宁省外来净受入电力大幅下降，电力供应压力进一步加大，已不能满足全部企业的用电需求。9月10日至22日，辽宁省当局共启动6轮III级（负荷缺口5%-10%）和3轮IV级（负荷缺口5%及以下）有序用电措施，期间涉及23196户次企业。9月23日至25日，由于风电骤减等原因，电力供应缺口进一步增加至严重级别。在辽宁省当局届时启动了3轮II级（负荷缺口10-20%）有序用电措施， 个别时段在实施有序用电措施最大错避峰416.92万千瓦的情况下，电网仍存在供电缺口，为防止全电网崩溃，东北电网调度部门依照有关预案，直接下达指令执行“电网事故拉闸限电”，致使用电影响范围扩大到居民和非实施有序用电措施企业。

### 北京市
据联合早报报道，中国国家电网网上营业厅称，2021年9月28日至10月8日，北京市部分地区将计划停电，涉及城区供电局、朝阳供电局、海淀供电局、通州供电局、门头沟供电局、房山供电局等。国家电网客服称停电原因为“煤电价格居高不下，导致发电厂出力下降，供需形势紧张。国家电网将坚决落实国家要求，积极应对近期电煤紧张导致的电量缺口。”。
国网北京电力在回应时强调，计划检修是电网公司一项常规工作，目的主要是进行设备日常检修运维和电网升级改造，确保首都电网安全可靠运行。该司称，当前首都电网供应充足，平稳有序，可确保满足北京市的用电需求。

### 内蒙古自治区
上海钢联电子商务股份有限公司旗下有色金属行业门户网站“我的有色网”于2021年7月9日报道称，因电力供应紧张，蒙西地区几家电解铝企业均接到了当局的错峰用电要求。据其调研，该次限电的主要原因是蒙西地区煤炭价格持续上涨，导致电力企业不堪承受，增加发电量的意愿下降。加之夏季用电高峰来临，激发电力供需矛盾。我的有色网指出，自进入2021年以来，当年内蒙古煤炭价格持续上涨，包头5000大卡动力煤车板价格已经由3月份的380元/吨上涨至目前的800元/吨，并认为且短期内下跌的预期不强。

### 廣東省
据南方都市报2021年9月26日报道，自9月上旬以来，广东省先後受到颱風康森和颱風燦都的下沉气流的影響，全省持續高溫乾旱，此間全省平均最高氣溫為34.4攝氏度，比常年同期高2.2攝氏度。截止9月23日廣東省統調最高複核需求達到1.41億千瓦，比去年增长11%，負荷已七創歷史新高。加上廣東防控較好，經濟恢復得早，用電需求也快速增長，第二和第三產業用電需求正在，2021年1月到8月全省用電同比增加17.33%，9月為訂單旺季進一步加劇了用電。省內各市啟用有序用電預案，多地工業企業實施錯峰用電，“开三停四”甚至“开二停五”，省內生產備受影響。广东省能源局副局长刘文胜表示，本轮电力供应不足的原因主要有供需两方面，在需求端广东省经济复苏势头强劲，社会经济发展平稳快速态势带动电力电量均高速增长，目前广东省统调最高负荷需求已为全国最高，达1.41亿千瓦，同比增长11%。同时，高温“加持”，电量负荷双增长。在供给端，广东省内机组发电能力有限。天然气、煤炭价格高涨，资源供应紧张，火电企业发电积极性不高，叠加机组长期顶峰发电设备存在缺陷等因素。2021年9月29日，广州市人民政府刊载的广州市委机关报广州日报的报道称，“目前，广东省相关部门、广东电网等已全力开源节流，发电企业马力全开，保障全省用电。预计用电紧张的局面会逐步缓解”。

#### 广州市
2021年9月29日，广州市人民政府刊载的广州市委机关报广州日报的报道称，27日晚广州供电局逐一回应市民对于近期在网络流传的微信推文《广州近期计划停电范围》的疑问。计划停电与限电无关，事实上是两个不同的概念，前者是日常供电工作的一部分，后者则是因为电力供应不足，并非常态。广州供电局表示，绝大多数情况下计划停电都不会真的停电，且目前广州计划停电可转供电率已经达到95%以上，绝大部分计划停电能做到客户零感知。

### 福建省
福建日报报道称，2021年9月以来福建省用电保持高速增长，电力供应出现临时短期性缺口。2021年9月1日到9月24日，福建氣溫比去年同期高3-4攝氏度，降溫用電導致9月1日到24日全省用電同比增長17.3%，電力用煤緊張和發電機組長期高負荷運作缺陷增多，加上特枯和旱灾影響火電和水電。9月28日起福建電網啟用有序用電方案，首先限制高能耗工業和景觀用電，確保居民用電和重要電力用戶用電。

### 上海市
2021年9月27日前后，标题为《9月27日-10月3日上海计划停电通知》的帖子在中国大陆互联网流传，引发了不少网友疑虑上海该次停电事件是否将与部分城市的拉闸限电相似。国网上海回应称“目前，上海电网供电形势总体平稳有序，可确保满足全市生产生活用电需求”，并请求各方请不要对事件作出过度解读。新华社转载的新民晚报的报道文章称，该报记者了解到，上海城市核心区电网供电可靠率达99.9991%，为世界顶尖行列。一些网友由于对电力知识的理解不专业，才将上海市该次计划停电公示误读为拉电限电。

### 重庆市
国网重庆市电力公司官方微博在2021年10月14日下午15时许发表的微博微博博文称，自10月14日14时16分起，因变电站故障跳闸，重庆市渝中区、江北区、渝北区部分区域停电，目前正在紧急恢复，大部分停电区域已恢复供电，并称该次停电并非拉闸限电。此外，重庆地铁在回应楚天都市报极目新闻记者时证实，重庆地铁在当日曾发生过停电事件，但停电时间不长，未接到人员被困的报告。

### 云南省
2021年7月起，云南省当局对高耗电的电解铝产业进行限电。据BBC报道，云南神火因为限电估计年产能减少超过11%，云铝股份也披露因为限电而减产超过24%。

### 湖南省
据BBC报道，湖南省电力公司在2021年9月22日预警称，电力缺口或将超过三成。

### 江苏省
据BBC报道，江苏省当局已将矛头对准高能耗产业，对综合能耗超过5万吨的企业进行节能监察，涉及323家企业和29个“两高”项目。

## 官方回应
由於煤電價格倒掛被認為是造成此次電荒的原因之一，内蒙古、宁夏、上海等地区開始允许煤电市场交易电价（电网向发电企业买电的价格）上漲。2021年9月29日，国家发改委、中国国家铁路集团发布《关于做好发电供热企业直保煤炭中长期合同全覆盖铁路运力保障有关工作的通知》，加大对发电供热煤炭鐵路运输的支持。2021年9月份，在一場紧急会议后，习近平认为应该出台更多措施鼓励煤炭生产。
截至2021年10月1日，中華人民共和國已有8省调整电价。10月5日，中国银保监会印发《关于服务煤电行业正常生产和商品市场有序流通 保障经济平稳运行有关事项的通知》，强调要保障煤电、煤炭等生产企业合理融资需求。10月8日，李克强总理主持召开国务院常务会议，決定将市场交易电价上下浮动范围由分别不超过10%、15%调整为原则上均不超过20%；高耗能行业不受上浮20%的限制。10月9日，李克强在召开国家能源委员会会议时指出，中华人民共和国仍是发展中国家，发展是解决中华人民共和国一切问题的基础和关键，要坚决纠正中国国内部分地区“一刀切”限电限产或运动式“减碳”，确保中国北方群众温暖安全过冬。10月12日，国家发展改革委发布了《关于进一步深化燃煤发电上网电价市场化改革的通知》，国家发展改革委价格司司长万劲松在专题新闻发布会表示民用電價不受影響。10月19日，国家发展改革委研究对煤炭价格实行干预措施；组织召开煤电油气运重点企业保供稳价座谈会；在郑州商品交易所调研時强调要加强监管、严厉查处资本恶意炒作动力煤期货。10月20日，国家发展改革委赴河北省秦皇岛市督导煤炭保供稳价工作。10月21日起，郑州商品交易所对动力煤期货部分合约实施交易限额。10月22日，国家税务总局成立电力保供专项工作协调小组，制发《关于做好今冬明春能源电力保供 实施支持煤电企业纾困解难税收措施的通知》，要求对煤电和供热企业2021年四季度应缴纳税款全部办理缓税。10月27日起，全部工商业企业购买电力不再採用政府目录电价，而是采用随煤电上网电价上下浮动的市场化电价。12月起，企业购电全面采用市场化电价来结算。

## 另見
- 2020年中國大陸停電限電事件
- 2008年中国雪灾
- 2021年興達發電廠停機事故
- 2021年得克萨斯州大停电
- 2022年中国高温